# Заря (Крым)
Заря́ (до 1948 года Ойфленбу́рг; укр. Зоря, крымскотат. Oyflenburg, Ойленбург) — село в Красногвардейском районе Республики Крым, входит в состав Восходненского сельского поселения (согласно административно-территориальному делению Украины — Восходненского сельского совета Автономной Республики Крым).

## Население
| 2001 | 2014 |
| ---- | ---- |
| 365  | ↘175 |

Всеукраинская перепись 2001 года показала следующее распределение по носителям языка
| Язык             | Процент |
| ---------------- | ------- |
| русский          | 72.05   |
| крымскотатарский | 12.05   |
| украинский       | 10.14   |
| белорусский      | 3.29    |

### Динамика численности
- 1926 год — 173 чел.[10]
- 1989 год — 346 чел.[11]
- 2001 год — 365 чел.[12]
- 2009 год — 316 чел.[13]
- 2014 год — 175 чел.[14]

## Современное состояние
На 2017 год в Заре числится 5 улиц; на 2009 год, по данным сельсовета, село занимало площадь 66,7 гектара на которой, в 94 дворах, проживало 316 человек. Село связано автобусным сообщением с райцентром и соседними населёнными пунктами.

## География
Заря — село в степном Крыму на северо-востоке района, у стыка границ с Джанкойским и Нижнегорским районом, высота центра села над уровнем моря — 30 м. Соседние сёла: Мускатное в 3 км на юг, Климово в 2,7 км на запад, Нахимово в 1,5 км на север и Уютное Нижнегорского района в 2,5 км на восток. Расстояние до райцентра — около 22 километров (по шоссе), там же ближайшая железнодорожная станция Урожайная. Транспортное сообщение осуществляется по региональной автодороге 35Н-214 Восход — Заря протяжённостью 11,6 км (по украинской классификации — С-0-10602).

## История
Еврейская колония, вначале называвшаяся Участок 5, а позже Ойфлейбунг, была основана в 1925 году, когда советские власти приступили к организованному переселению евреев в Крым. Уже согласно Списку населённых пунктов Крымской АССР по Всесоюзной переписи 17 декабря 1926 года, в селе Ойфлейбунг (5-й участок), Ротендорфского сельсовета Джанкойского района, числилось 38 дворов, все крестьянские, население составляло 173 человека, из них 167 евреев, 3 русских и 2 украинцев, действовала еврейская школа. Постановлением Президиума КрымЦИКа «Об образовании новой административной территориальной сети Крымской АССР» от 26 января 1935 года был создан немецкий национальный (лишённый статуса национального постановлением Оргбюро ЦК КПСС от 20 февраля 1939 года) Тельманский район (с 14 декабря 1944 года — Красногвардейский) и село включили в его состав и село включили в его состав. Вскоре после начала Великой Отечественной войны часть еврейского населения Крыма была эвакуирована, из оставшихся под оккупацией большинство расстреляны.
После освобождения Крыма от фашистов, 12 августа 1944 года было принято постановление № ГОКО-6372с «О переселении колхозников в районы Крыма» по которому в район из областей Украины и России переселялись семьи колхозников, а в начале 1950-х годов последовала вторая волна переселенцев из различных областей Украины. С 25 июня 1946 года Ойфлейбунг в составе Крымской области РСФСР. Указом Президиума Верховного Совета РСФСР от 18 мая 1948 года, село, как Ойфленбург переименовали в Зарю. 26 апреля 1954 года Крымская область была передана из состава РСФСР в состав УССР. Время включения в Плодородненский сельсовет пока не установлено: на 15 июня 1960 года село уже числилось в его составе. В 1966 году создан Восходненский сельсовет, в который включили село. По данным переписи 1989 года в селе проживало 346 человек. С 12 февраля 1991 года село в восстановленной Крымской АССР, 26 февраля 1992 года переименованной в Автономную Республику Крым. С 21 марта 2014 года в составе Крыма аннексировано Россией.